# Dom nadleśniczego w Katowicach-Giszowcu
 Dom nadleśniczego w Katowicach-Giszowcu – zabytkowy budynek w katowickiej dzielnicy Giszowiec, położony przy placu Pod Lipami 2, powstały wraz z budową osiedla patronackiego Giszowiec w latach 1907–1910.
Został on zaprojektowany przez Georga i Emila Zillmannów. Pierwotnie była to siedziba nadleśnictwa oraz dom nadleśniczego, a obecnie jest siedzibą Miejskiego Przedszkola nr 64 w Katowicach.

## Historia
Dom powstał pomiędzy 1907 a 1910 rokiem wraz z całym osiedlem patronackim Giszowiec z inicjatywy ówczesnego dyrektora generalnego spółki Georg von Giesches Erben – Antona Uthemanna. Został on zaprojektowany przez Georga i Emila Zillmannów z Charlottenburga koło Berlina.
Budynek ten zamieszkiwał początkowo nadleśniczy, który był jednocześnie zarządcą całego obszaru dworskiego Giszowiec. Specjalny status budynku miała podkreślić dodatkowo wieża z zegarem umieszczona na szczycie budynku. Był to największy powstały wówczas dom urzędniczy. Pierwszym naczelnikiem obszaru dworskiego został w styczniu 1908 roku Otto Lehnhoff, natomiast jego zastępcą był wówczas nadsztygar kopalni „Giesche” (późniejszy „Wieczorek”) – Fritz Meusel. W 1926 roku, po przejęciu spółki Giesche przez Silesian-American Corporation, do budynku nadleśnictwa wprowadził się dyrektor kopalni „Giesche”.
W 1960 roku dawny dom nadleśniczego przekształcono w przedszkole, które zostało przeniesione z dawnej willi dyrektora kopalni „Giesche” – obecnie jest to Miejskie Przedszkole nr 61. W latach 60. XX wieku, w związku z powstaniem w Giszowcu kopalni „Staszic”, zadecydowano o wyburzeniu unikatowego osiedla i postawieniu w jego miejscu nowego kompleksu złożonego z wielokondygnacyjnych bloków mieszkalnych. Na przełomie lat 60. i 70. XX wieku rozpoczęto wyburzanie osiedla Giszowiec. Wyburzeniu groziło całe osiedle, dlatego też rozpoczęły się protesty. 18 sierpnia 1978 roku budynek dawnego nadleśnictwa wpisano do rejestru zabytków.
W 2011 roku dokonano kapitalnego remontu elewacji budynku przedszkola. Pod koniec sierpnia 2018 roku do Miejskiego Przedszkola nr 64 uczęszczało 71 dzieci w trzech oddziałach.

## Architektura i otoczenie

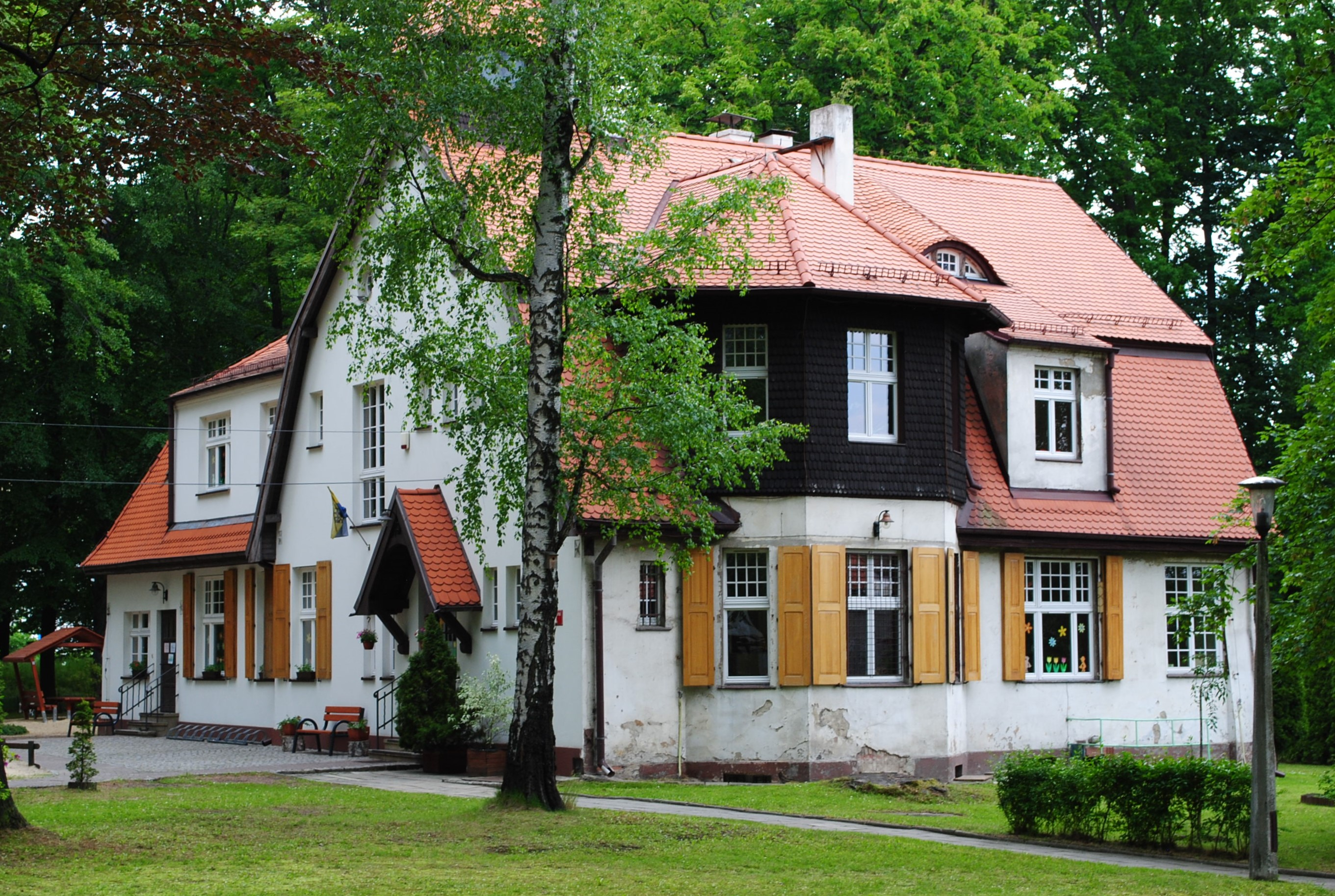
Budynek dawnego nadleśnictwa widziany od wschodu

Dawny dom nadleśniczego został zlokalizowany w centralnej części osiedla patronackiego Giszowiec, przy placu Pod Lipami 2. Został on zaprojektowany przez Georga i Emila Zillmannów z Charlottenburga. Był to największy powstały wraz z osiedlem dom urzędniczy.
Dom nadleśniczego z racji sprawowanej funkcji (naczelnik urzędu i zarządca dóbr obszaru dworskiego) był przystosowany do potrzeb związanych z prowadzeniem urzędu. Na parterze, w przyziemiu, powstały trzy pomieszczenia służbowe, do których wchodziło się przez osobne drzwi i przedsionek. Drugie oddzielne drzwi, które znajdują się w środkowej części elewacji, kierowały przez przedsionek do pokoi mieszkalnych oraz gościnnych. Kuchnia była oddzielona od jadalni.
Budynek posiada obszerny dach mansardowy, dzięki czemu udało się zagospodarować dodatkowy pokój na górze oraz uzyskano dodatkowy szczyt nad wysuniętą do przodu bryłą budynku. Na złączeniu dachu, w miejscu kalenicy, zabudowano wieżę, w której znalazł się zegar, który wybijał w poszczególną porę dnia oraz był podświetlany w nocy.
Budynek nadleśnictwa pierwotnie był ogrodzony parkanem z drewnianych sztachet, osadzonych pomiędzy otynkowanymi filarami. Płot ten ułożony był schodkowo na masywnej podmurówce. Wejścia zostały zadaszone w postaci łuków. Dawny dom leśniczego otacza park, w którym znajduje się plac zabaw.